# 長野県道55号大町麻績インター千曲線
長野県道55号大町麻績インター千曲線（ながのけんどう55ごう おおまちおみインターちくません）は、長野県大町市大町の国道147号交点から、東筑摩郡麻績村の長野自動車道麻績ICを経由して千曲市戸倉の国道18号交点に至る県道（主要地方道）である。2003年（平成15年）8月31日までは、大町麻績インター戸倉線（おおまちおみインターとぐらせん）という名称であったが、市町村合併により名称変更となった。

## 概要

### 路線データ
- 起点：大町市大字大町字旭町（旭町交差点＝国道147号交点）
- 終点：千曲市大字戸倉字中町（戸倉交差点＝国道18号）

### 主要構造物

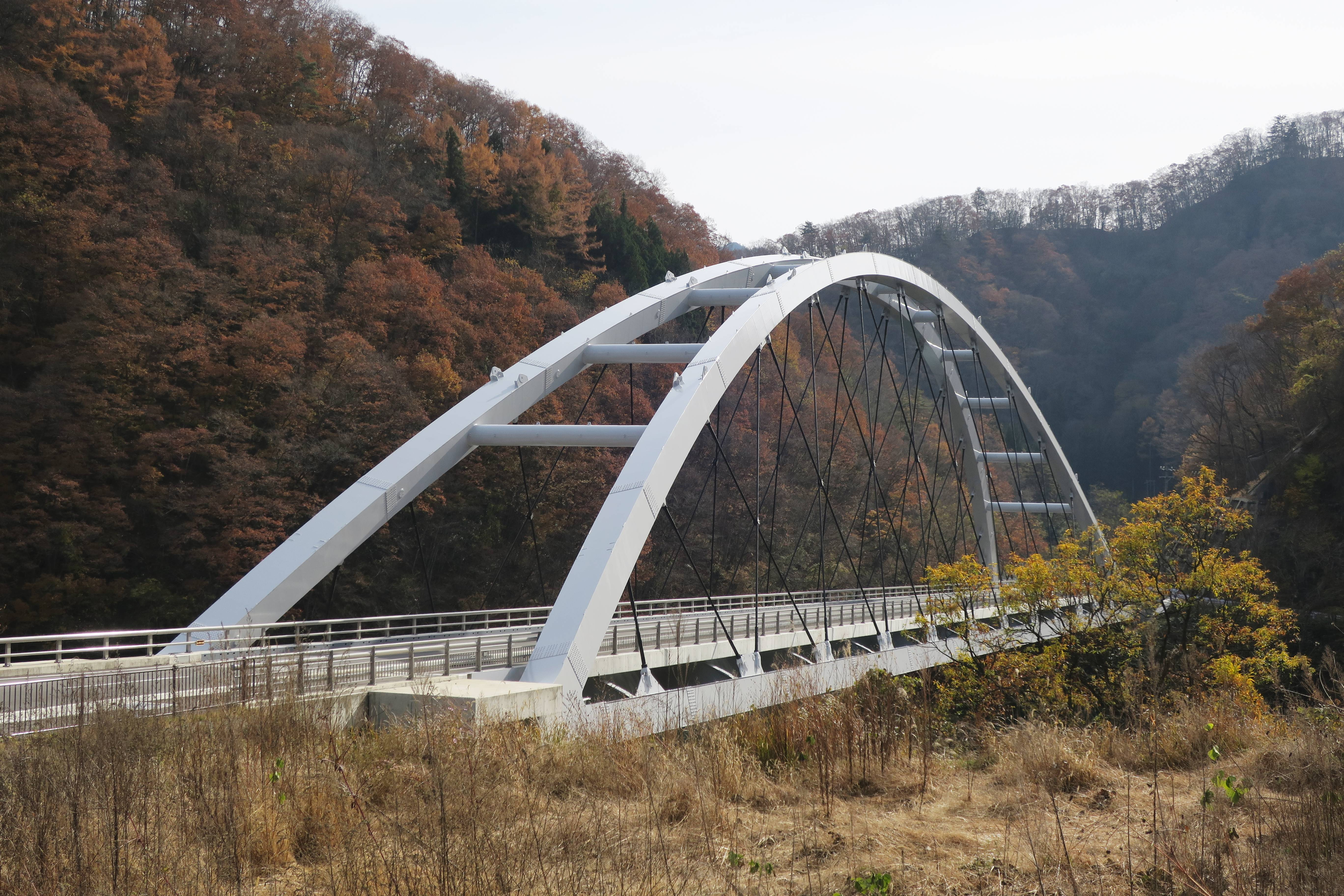
犀川（平ダム）に架かる山清路大橋。

- 山清路大橋（さんせいじおおはし）
  - 橋長：135 m

山清路橋及び付近をバイパスし犀川を渡る橋。2020年（令和2年）12月13日開通[1]。
- 差切トンネル（さしきりトンネル＝筑北村坂北差切）
筑北村の景勝地・差切峡にあるトンネル。2004年（平成16年）開通。
  - 全長：215 m
- 坂上トンネル（さかがみトンネル＝筑北村坂井 - 千曲市新山）
その名の通り急カーブの続く難所であった四十八曲峠を迂回する長大トンネル。2005年（平成17年）開通。
  - 全長：1,513 m
  - 幅員：7.0 m
  - 標高：810 m

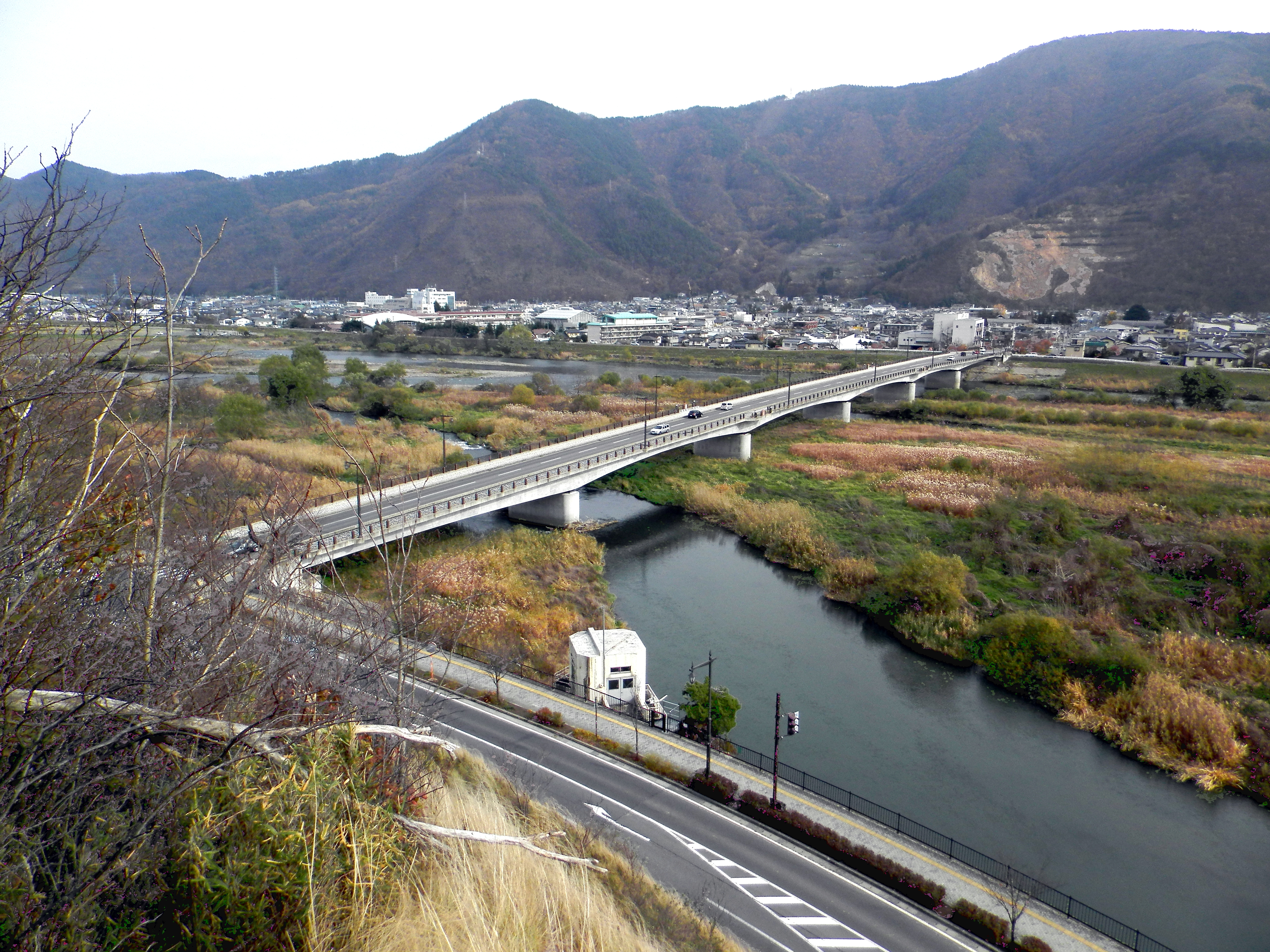
千曲川に架かる大正橋。

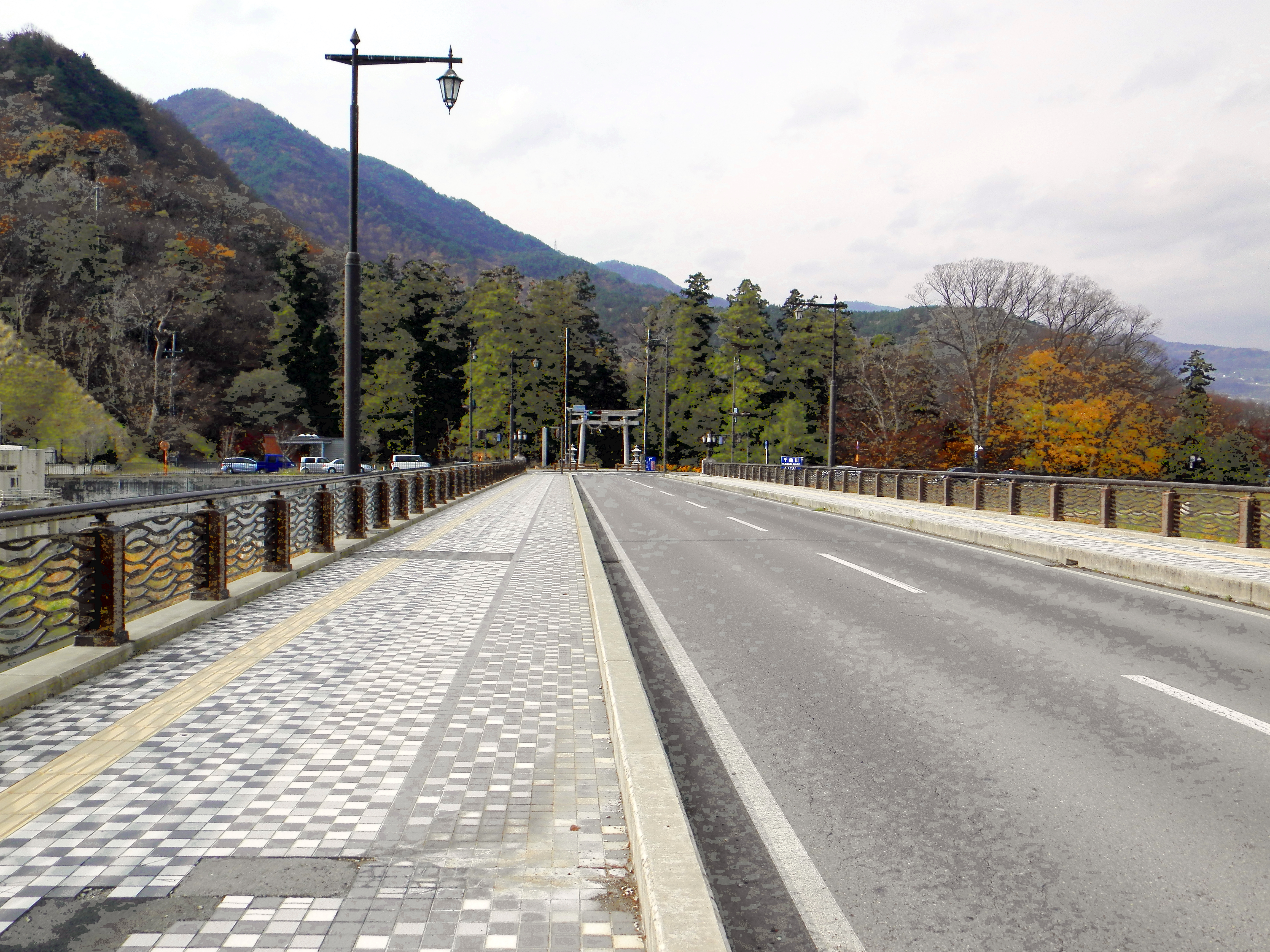
大正橋の上から佐良志奈神社方向を観る。

- 大正橋（たいしょうばし＝千曲市若宮 - 戸倉）
千曲川に架かる橋梁。初代は大正橋株式会社により1914年（大正3年）に有料木橋として架橋（1922年（大正11年）に県に移管）。2代目は1931年（昭和6年）に永久橋として架橋された。3代目となる現在の橋は2002年（平成14年）に開通。「恋し（小石）の湯」伝説[2]に基づき、99個の赤い小石が歩道に埋め込まれているほか、『千曲小唄』（竹久夢二、1928年（昭和3年））にちなんで、欄干には竹久夢二の美人画のパネルがはめられている。津村信夫・志賀直哉などの作品にも登場する。
  - 全長：345 m
  - 幅員：17.0 m

## 沿革
- 1982年（昭和57年）4月1日：舟場大町線の一部、新田坂北停車場線の一部、更埴明科線の一部、丸子信州新線の一部、坂井戸倉線を主要地方道大町麻績インター戸倉線へ指定[3]。
- 1982年（昭和57年）9月13日：大町麻績インター戸倉線の認定。
- 2003年（平成15年）9月1日：更埴市、更級郡上山田町、埴科郡戸倉町が合併し、千曲市を設置。大町麻績インター戸倉線を大町麻績インター千曲線へ変更。
- 2020年（令和2年）12月13日：山清路バイパス（山清路大橋）が開通[1]。

## 重複区間
- 国道19号（東筑摩郡生坂村東広津 - 生坂） - ※新山清路橋の部分
- 国道403号（東筑摩郡麻績村日付近 - 本町交差点）
- 長野県道12号丸子信州新線（本町交差点 - 東筑摩郡筑北村坂井付近）
- 長野県道77号長野上田線（女沢橋交差点 - 佐良志奈神社前交差点）

## 通過する自治体
- 長野県
  - 大町市
  - 東筑摩郡
    - 生坂村 - 筑北村 - 麻績村 - 筑北村

  - 千曲市

## 交差・接続する道路

### 大町市
- 旭町交差点（大町旭町＝起点）
  - 国道147号
- 大町警察署前交差点（大町旭町）
  - 長野県道51号大町明科線
- （八坂大平付近）
  - 長野県道497号美麻八坂線
- （八坂矢下付近）
  - 長野県道469号舟場矢下線

### 生坂村
- （東広津付近）
  - 長野県道274号宇留賀池田線
- 新山清路橋（東広津付近 - 生坂付近）
  - 国道19号（西街道） - ※新山清路橋の区間のみ重複

### 麻績村
- （日付近）
  - 国道403号（北国西街道） - ※重複区間ここから
- 麻績インター交差点（麻）
  - 長野自動車道（麻績インターチェンジ）
- 聖高原駅前交差点（麻）
  - 長野県道429号聖高原停車場線
- 本町交差点（麻本町）
  - 国道403号（北国西街道） - ※重複区間ここまで
  - 長野県道12号丸子信州新線 - ※重複区間ここから

### 筑北村
- （坂井付近）
  - 長野県道12号丸子信州新線 - ※重複区間ここまで
- （坂井杉崎付近）
  - 長野県道494号聖高原杉崎線

### 千曲市
- 女沢橋交差点（上山田）
  - 長野県道77号長野上田線 - ※重複区間ここから
- 城山入口交差点（上山田温泉二丁目）
  - 長野県道498号聖高原千曲線（萬葉通り）
- 佐良志奈神社前交差点（若宮）
  - 長野県道77号長野上田線 - ※重複区間ここまで
- 大正橋西詰（若宮）
  - 長野県道462号上田千曲長野自転車道線（上田千曲長野自転車道）
- 戸倉交差点（戸倉中町＝終点）
  - 国道18号（北国街道）

## 周辺
周辺には、犀川などがある。
- 大町警察署
- 大町市立東小学校
- 大町市役所八坂支所
- 八坂の大滝
- 山清路
- 差切峡

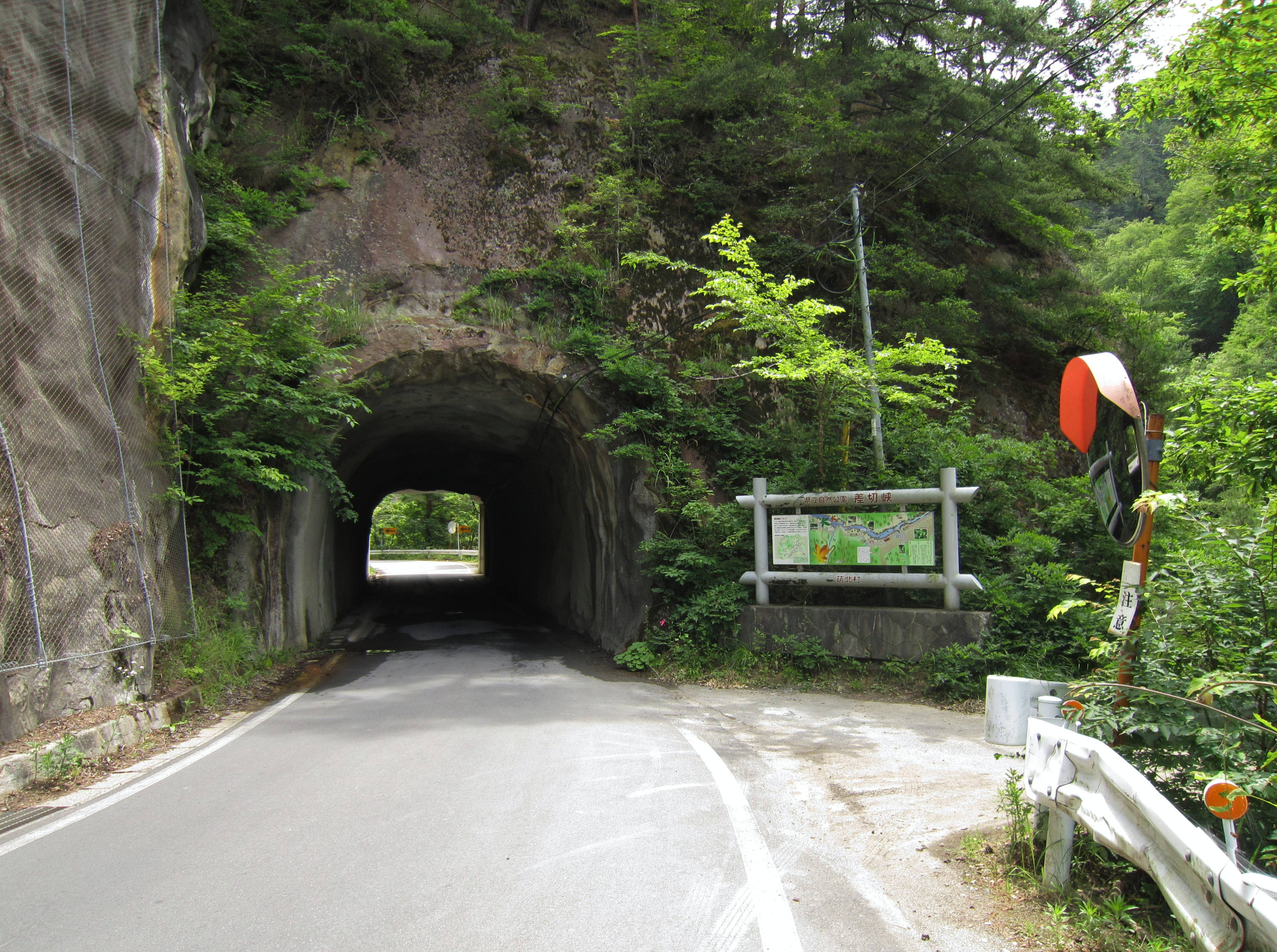
差切峡（差切4号隧道）

- 筑北村立筑北小学校（旧・筑北村立坂井小学校）
- 筑北村役場坂井支所（旧・坂井村役場）
- 千曲市上山田庁舎
- 戸倉上山田温泉
- 千曲市戸倉庁舎